# جوليا بيروتي
جوليا بيروتي (من مواليد 29 أغسطس 2009) هي لاعبة جمباز فني إيطالية حائزة على الميدالية الذهبية في بطولة العالم للجمباز الفني للناشئين 2023 في حدث حركات الأرضية والقضبان غير المستوية وحائزة على الميدالية البرونزية مع الفريق. هي حائزة على الميدالية الذهبية في حركات الأرضية والقضبان غير المستوية في أوروبا في فئة ناشئين عام 2024.
ثم تنافست في بطولة لوكسمبورغ المفتوحة وفازت بالميداليات الذهبية الشاملة ومع الفريق. في نهائيات الحدث فازت بالميدالية الذهبية في عارضة التوازن واحتلت المركز الرابع في حركات الأرضية. تم اختيار جوليا بعد ذلك للمنافسة في بطولة العالم للناشئين 2023 جنبًا إلى جنب مع كاترينا جادي ويوليو مارانو. فاز الفريق بالميدالية البرونزية وأنهى السباق بفارق عُشر نقطة فقط عن أصحاب الميداليات الفضية من الولايات المتحدة. في النهائي الشامل حصلت على المركز السابع بمجموع نقاط بلغ 49,932. ثم فازت بالميدالية البرونزية في نهائي القضبان غير المستوية خلف زميلتها غادي والألمانية هيلين كيفريتش. وفي نهائي عارضة التوازن احتلت المركز الثامن. ثم في حركات الأرضية، فازت بالميدالية الذهبية متقدمة على هيزلي ريفيرا وهاروكا ناكامورا بنتيجة 12900.